# Diego de León
Diego de León y Navarrete (Córdoba, 30 de marzo de 1807 - Madrid, 15 de octubre de 1841), I conde de Belascoáin, fue un militar español que alcanzó el rango de teniente general. También fue nombrado virrey de Navarra. Murió fusilado tras protagonizar un pronunciamiento contra el entonces regente Baldomero Espartero.

## Orígenes familiares
El apellido "de León", según afirmó Fernando González-Doria Durán de Quiroga, procede del reino de León, y los que lo portan descendientes del rey Alfonso IX de León y usan como escudo de armas un león rampante de gules en campo de plata, aunque algunos le añaden una «bordura de gules con ocho aspas de oro».
Diego era hijo de Diego Antonio de León y González de Canales, marqués de las Atalayuelas, comendador de la Orden de Calatrava, gentilhombre de S. M. y coronel del regimiento de Bujalance, Caballero de la S.O.M de Malta, y de María Teresa Navarrete y Valdivia.

## Biografía

### Juventud y primeras actuaciones (1807-1838)
Diego de León nació en Córdoba el 30 de marzo de 1807. En 1822 su padre solicitó y obtuvo una compañía de caballería, cuyo destino de capitán pasó a ocupar Diego de León, habiendo antes costeado, como se estilaba, el importe de la montura de la citada compañía, que subió a 160 000 reales. El 20 de diciembre de 1826 fue nombrado ayudante de campo de su tío el marqués de Zambrano, comandante general de la guardia real. Obtuvo el grado de coronel de caballería en 1829. El 7 de octubre de 1834 ascendió al empleo de comandante de escuadrón, en el de lanceros.
Solicitó del gobierno salir a campaña, y se le destinó al ejército de operaciones del Norte, donde marchó con su escuadrón el 7 de diciembre de 1834. Participando en la Primera Guerra Carlista, destacó inmediatamente por su valor y decisión, haciéndose famosa su costumbre de marchar en los ataques al frente de sus lanceros y cargar allí donde el enemigo fuera más numeroso.
En Los Arcos, Navarra, al mando de un escuadrón de solo 72 jinetes, se enfrentó a una columna carlista de 14 batallones y 500 caballos, dispersándola hasta que llegaron los refuerzos. Su comportamiento fue tan heroico que su jefe, el general Áldama, ordenó se le impusiera en el mismo campo de batalla la Cruz Laureada de San Fernando. También su triunfo en los campos de Grá, en Cataluña, le valió la gran cruz de la Orden de Isabel la Católica.
Participó con éxito en la batalla de Mendigorría, y tomó Belascoáin en 1838, mérito que le valió el título de Conde de Belascoáin y destacó en sus acciones en el Maestrazgo.

### Virrey de Navarra y capitán general de Castilla la Nueva (1838-1840)
En octubre de 1838 fue nombrado virrey de Navarra. Y en julio de 1839, recibió orden de Espartero de quemar las mieses de la región conocida como «Carasol» de Montejurra, que comprende entre otras, las poblaciones de Allo, Dicastillo y Arellano. Allí se encontraba la despensa de cereal más importante de la que disponían en aquel verano los carlistas de Navarra.
Esta orden de Espartero era insólita ya que no se había practicado hasta la fecha semejante vandalismo. Lo sembrado aún estaba verde y ardió mal, aun así, como dijo León en su parte, a los campesinos «ya no les iba quedando más que ojos para llorar».
En octubre de 1840, para separle del empleo de virrey, Espartero le dio el nombró comaandante general de la División de infantería de la Guardia Real.
En 1840 fue nombrado capitán general de Castilla la Nueva. Y como era miembro del Partido Moderado, a la caída de la regente María Cristina de Borbón durante el reinado de Isabel II, marchó al exilio en Francia.

### Pronunciamiento y ejecución (1841)

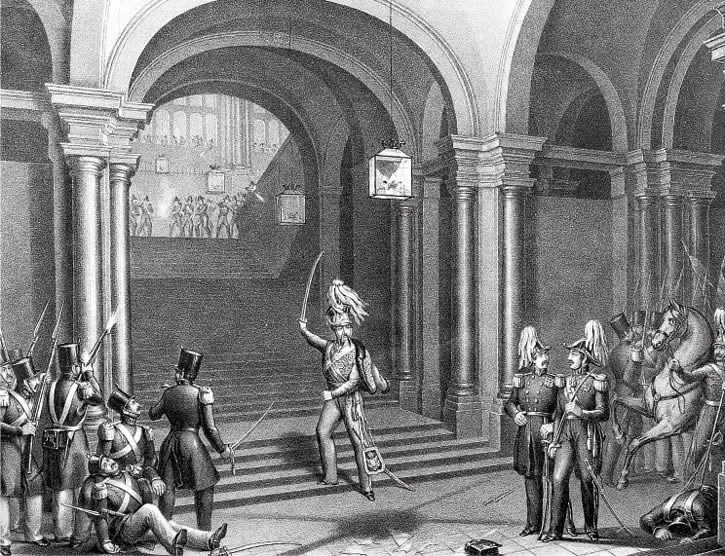
Asalto del teniente general Diego de León al Palacio Real de Madrid en 1841.

Más tarde, en 1841, se unió al alzamiento moderado de O'Donnell contra Baldomero Espartero, intentando el asalto al Palacio Real, acción que fracasó. 

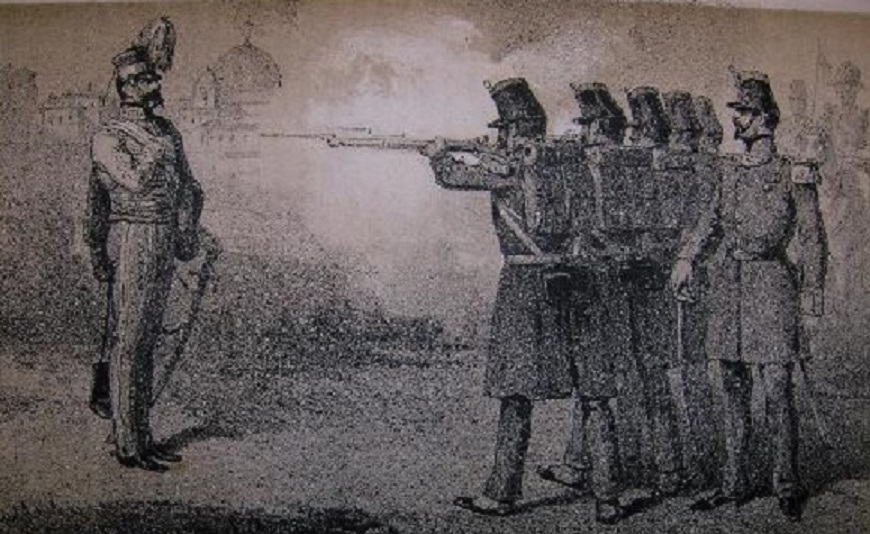
Fusilamiento del general Diego de León. Grabado del.

A algunas leguas de la corte, cerca de Colmenar Viejo, fue detenido por el comandante Laviña, antiguo ayudante de León. Fue conducido al Colegio de Santo Tomas, entonces cuartel de la Milicia Nacional, donde fue sometido a Consejo de Guerra y condenado a la pena de muerte. Y el regente Espartero fue inflexible, rechazando las peticiones de indulto. 
El 15 de octubre de 1841 fue trasladado desde la prisión hasta el antiguo camino de los Pontones, situado a las afueras de Madrid, donde fue fusilado. El general Diego de León, que vestía su uniforme de gala, solicitó permiso al oficial que mandaba el piquete de ejecución para poder dar él mismo las órdenes reglamentarias. Una vez leída en presencia del reo la sentencia sumarísima que lo condenaba a muerte, y antes de dar él mismo la orden de abrir fuego, les dijo a los soldados: «No tembléis, al corazón». Se encuentra enterrado en el mausoleo conjunto de Goya, Meléndez Valdés, Donoso y Moratín de la Sacramental de San Isidro.